# ليونيل هينريتش
ليونيل هينريتش هو لاعب هوكي الجليد كندي، ولد في 20 أبريل 1934 في Churchbridge, Saskatchewan ‏ في كندا، وتوفي في 21 أبريل 2014.

## وصلات خارجية
- ليونيل هينريتش على موقع دوري الهوكي الوطني (الإنجليزية)
- ليونيل هينريتش على موقع قاعة مشاهير الهوكي (لاعب أن.إتش.أل) (الإنجليزية)
- ليونيل هينريتش على موقع EliteProspects.com (الإنجليزية)
- ليونيل هينريتش على موقع HockeyDB.com (الإنجليزية)
- ليونيل هينريتش على موقع Hockey-Reference.com (الإنجليزية)